# David Norman (1879–1925)
David Norman, född 24 juni 1879 i Förlösa, Kalmar län, död 15 mars 1925 i Läckeby, Kalmar län, var en svensk lantbrukare, politiker och riksdagsledamot.
Norman genomgick lantmannaskola, ägnade sig tidigt åt den nationella rörelsen, var flitigt verksam inom Svenska folkförbundet, vars ordförande han var 1917–1925, och gjorde sig därvid känd för oräddhet, slagfärdighet och politisk kunnighet. 
År 1914 invaldes Norman i andra kammaren för dåvarande Kalmar läns södra valkrets, var ledamot av statsutskottet 1923–1925 och statsrevisor 1922–1924. Han blev 1923 ordförande i styrelsen för Jordbrukarbankens Kalmarkontor. Norman var 1919–1925 sekreterare i Lantmanna- och borgarepartiets förtroenderåd, tog livlig del i högerns partiorganisations angelägenheter samt var ledamot av Allmänna valmansförbundets överstyrelse och dess arbetsutskott sedan 1916.